# Саркісян Альберт Володимирович
Про гравця, який виступав у 1997—2001 за «Арсенал» (Київ), див. Саркісян Альберт Ельвадікович.
Альберт Володимирович Саркісян (вірм. Ալբերտ Վլադիմիրի Սարգսյան;14 серпня 1963, Єреван, Вірменська РСР, СРСР) — радянський і вірменський футболіст, захисник.

## Кар'єра гравця
Більшу частину кар'єри в чемпіонаті СРСР виступав в єреванському «Арараті», сезон 1989 року провів у київському «Динамо», але закріпитись не зумів. Повернувся в «Арарат» на прохання старшого брата Армена, який тренував клуб. Кар'єру закінчив у Литві, грав за «Панеріс» і «Локомотив» з Вільнюса.
Виступав за юнацьку і молодіжну збірні СРСР. 9 жовтня 1990 року провів у складі головної збірної один неофіційний матч проти Ізраїлю (3:0).

## Тренерська кар'єра
Тренерську кар'єру розпочав у вільнюському «Локомотиві», після чого повернувся на батьківщину, де тренував клуби «Двін», «Динамо-2000», «Кілікія», «Єреван Юнайтед» та «Гандзасар», а з 2007 року продовжив працювати помічником тренера в останньому клубі.
У чемпіонаті 2010 року «Гандзасар» на початку виступав блякло й не показував того, чого від нього чекали до початку сезону. Через це колишній наставник клубу Альберт Саркісян змінив Славу Габріеляна і повернувся на посаду головного тренера. Ця перестановка стала першою в сезоні. Місце, зайняте за підсумками чемпіонату, виявилося гіршим за час перебування в еліті. Після цього стало відомо про те, що УЄФА підготувало документ, у якому зазначається, що головні тренери Вищих ліг країн повинні мати ліцензію категорії «А». Альберт Саркісян, що керував командою на той момент, такої ліцензії не мав. Тому 20 грудня Саркісян був звільнений від займаної посади.
Згодом у 2012—2013 роках тренував «Алашкерт».